# Apt Pupil
Apt Pupil (bra: O Aprendiz; prt: Sob Chantagem) é um filme americano de drama lançado em 1998, baseado no conto "Aluno Inteligente" ("Apt Pupil" do livro As Quatro Estações) de Stephen King. A direção é de Bryan Singer e Ian McKellen e Brad Renfro são os protagonistas.
Situado na década de 1980, no sul da Califórnia, conta a história fictícia do estudante de ensino médio Todd Bowden (Renfro), que descobre um criminoso de guerra nazista fugitivo, Kurt Dussander (McKellen), que vive em seu bairro com um pseudônimo. Bowden, obcecado com o nazismo e o Holocausto, convence Dussander a compartilhar suas histórias, e desse relacionamento desperta a malícia em cada um deles. 
Singer chamou Apt Pupil de "um estudo da crueldade", com o nazismo servindo como um veículo para demonstrar a capacidade do ser humano para o mal. 
O filme foi lançado nos Estados Unidos e Canadá em outubro de 1998, recebendo críticas mistas e faturando menos de US $ 9 milhões. Os atores principais ganharam vários prêmios por suas performances.

## Sinopse
- Fonte:[3]

Na década de 1980 no sul da Califórnia, o estudante adolescente do ensino médio Todd Bowden (Renfro) descobre que um velho senhor fugitivo nazista é o criminoso de guerra Kurt Dussander (McKellen) que vive no seu bairro sob o pseudônimo de Arthur Denker. O jovem Todd Bowden, obcecado com os atos de nazismo e do holocausto da Segunda Guerra Mundial, chantageia o velho senhor Dussander, ameaçando entregar-lhe à policia caso se recusasse a lhe contar tudo que viveu durante o tempo em que serviu ao exército alemão nacionalista, e sua relação de maldade em cada uma delas. Mas o velho fugitivo alemão prepara um sinistro plano para implicar o adolescente em um perigoso jogo psicológico.

## Elenco
Ian McKellen estrela como Kurt Dussander, um criminoso de guerra nazista que se esconde nos Estados Unidos sob o pseudônimo de Arthur Denker. O roteirista Brandon Boyce descreveu Dussander como sendo "uma mistura desses fantasmas da Segunda Guerra Mundial", mas afirmou que ele não foi baseado em nenhum indivíduo da vida real. McKellen se sentiu atraído pelo papel porque ficou impressionado com o filme The Usual Suspects de Singer e viu o papel de Dussander como "agradável, complexo e difícil". Singer, que gostou de McKellen no filme de John Schlesinger, Cold Comfort Farm, de 1995, convidou o ator para assumir o papel. A personagem foi escrita originalmente para alguém que parecesse "um alemão muito estóico", mas Singer sentiu que a personalidade "complexa" de McKellen poderia contribuir para a personagem. O diretor disse sobre a escolha de McKellen: "Achei que se pudesse combinar sua complexidade, seu colorido, ao estoico personagem alemão, isso criaria uma personagem que, embora maligna, atrairia mais simpatia e seria mais agradável para o público assistir."
Brad Renfro estrela ao lado de McKellen como Todd Bowden, um jovem de 16 anos que descobre o passado criminoso de Denker. Singer fez um teste com algumas centenas de rapazes e escolheu Renfro, de 14 anos, dizendo a respeito dele: "Brad era o mais brilhante, o mais intenso e o mais real. Ele não só conseguia ter a intensidade quando queríamos, como havia um vazio que ele poderia transmitir, e no final do filme ele tinha que se tornar este recipiente vazio." Retratar uma personagem manipuladora temporariamente influenciou Renfro, que disse que as pessoas ao seu redor estavam preocupadas com seu estado de espírito. Renfro disse sobre seu desempenho: "É uma viagem que tenho que fazer. As pessoas simplesmente têm que me deixar em paz quando estou fazendo isso. É o meu trabalho".  Singer descreveu sua impressão sobre a personagem:
Não acredito nem por um minuto que [Todd Bowden] era puro como a neve. A capacidade de chantagear um velho - obviamente, há uma busca por algo acontecendo que é um grande passo além da inocência. Acho que ele tinha dentro de si, algum vazio que precisava ser preenchido e levado para um novo lugar, uma nova direção. Sua escola, seus pais, seu meio ambiente não estavam fazendo isso por ele. Esse indivíduo em particular apareceu antes de outro, mas talvez pudesse ser drogas, poderia ter sido estupro. Todd provavelmente não era um cara muito bom. E esse tipo de bandido pode existir dentro de muito mais pessoas do que imaginamos.
Schwimmer interpreta Edward French, o orientador escolar de Todd Bowden. Antes de Schwimmer, Kevin Pollak estava vinculado ao papel. Enquanto Schwimmer era mais reconhecido por seu papel cômico no programa de televisão Friends, Singer ficou impressionado com ele por sua atuação em uma produção teatral de Los Angeles e decidiu escalá-lo como conselheiro.

## Produção
O filme foi adaptado da novela de Stephen King de mesmo nome.

### Primeira tentativa de produção do filme
Quando o romance Apt Pupil de Stephen King foi publicado como parte de sua coleção Different Seasons, em 1982, o produtor Richard Kobritz optou pelos direitos para um longa-metragem do romance. Kobritz se encontrou com o ator James Mason para interpretar o criminoso de guerra da novela, Kurt Dussander, mas Mason morreu em julho de 1984, antes da produção, como resultado de um ataque cardíaco. O produtor também escalou Richard Burton para o papel, mas Burton morreu em agosto do mesmo ano. Em 1987, a produção do filme começou com Nicol Williamson como Kurt Dussander, e Ricky Schroder de 17 anos no papel de Todd Bowden. Naquele ano, Alan Bridges começou a dirigir o filme com um roteiro co-escrito por Ken Wheat e seu irmão Jim Wheat. Após dez semanas de filmagem, a produção sofreu com a falta de fundos de sua produtora Granat Releasing, e o filme teve que ser suspenso. Kubritz tentou reviver a produção, mas quando surgiu a oportunidade, um ano depois, Schroder envelheceu muito para que o filme funcionasse. Quarenta minutos de filmagem utilizável foram abandonados.

### Direção de Bryan Singer
Bryan Singer leu Apt Pupil pela primeira vez aos 19 anos e, quando se tornou diretor, quis adaptar a novela para um filme. Em 1995, Singer pediu a seu amigo e roteirista Brandon Boyce para escrever um roteiro adaptando a novela. Boyce relembrou o processo de escrita, "Eu achei uma ótima encenação, na verdade ... duas pessoas, praticamente em uma casa conversando. Meu roteiro estava totalmente dentro das especificações, então, se não desse certo, pelo menos eu teria uma amostra de script." Quando a opção original pela novela expirou em 1995, Stephen King entrou com uma ação para obter os direitos de volta. Singer e Boyce então forneceram a King um primeiro rascunho do roteiro e uma cópia do filme de Singer, Os Suspeitos (1995), que ainda não havia sido lançado publicamente. Impressionado com Singer, King cedeu os direitos ao diretor por US $ 1, optando por ser remunerado quando o filme fosse lançado. Singer disse que apesar de algumas mudanças feitas no material original, "Stephen amou" e achou que o diretor "captou o clima da peça". O diretor gostou de poder fazer um filme de terror de uma obra do Stephen King, mas com menos terror sobrenatural e mais terror dirigido pelo personagem. Singer falou sobre seu objetivo: "Houve muitos filmes de terror divertidos, como A Hora do Pesadelo, Pânico e Eu Sei O Que Vocês Fizeram no Verão Passado. Mas sintia falta de filmes como O Iluminado, O Exorcista e Os Inocentes  de Jack Clayton, então este é um filme com o espírito do verdadeiro filme de terror."
Singer descreveu a premissa de Apt Pupil como um "estudo da crueldade". Ele se preparou para o filme lendo livros como, Hitler's Willing Executioners, de 1996, que confirmou suas crenças de que os criminosos de guerra nazistas se sentiam "inocentes sobre o que fizeram".  Ele se referiu a como as interações do jovem Todd Bowden com o criminoso de guerra nazista Kurt Dussander começam a afetá-lo: "Eu gostei da ideia da natureza infecciosa do mal ... A noção de que qualquer um tem a capacidade de ser cruel se motivado adequadamente, eu acho um conceito assustador." O diretor também percebeu que o filme não era sobre o Holocausto, acreditando que o criminoso de guerra nazista poderia ter sido substituído por um dos algozes de Pol Pot ou por um assassino em massa da Rússia. "Não se tratava de fascismo ou nacional-socialismo. Tratava-se de crueldade e da capacidade de cometer atos terríveis, de viver com eles e ser fortalecido por eles", disse Singer. Para tanto, o diretor procurou evitar o uso aberto de suásticas e outros símbolos nazistas. Ele também se sentiu atraído pelo filme por ser como "[uma] ideia de que o horror coletivo dessa coisa terrível que aconteceu décadas atrás na Europa e que havia de alguma forma se arrastado pelo oceano e através do tempo, como um golem, para este belo bairro suburbano do sul da Califórnia".
Singer recusou oportunidades de dirigir filmes como O Show de Truman e Inimigo Íntimo após o sucesso de The Usual Suspects. Em vez disso, ele persistiu com Apt Pupil: "Era um assunto muito sombrio e era algo que vinha da paixão." Ele reconheceu em retrospecto que Apt Pupil "não era para ser um grande sucesso". Singer foi apoiado financeiramente pelo produtor Scott Rudin e pela produtora Spelling Films. Ian McKellen foi escalado como Dussander, e Brad Renfro foi escalado como Bowden. Com $ 1 milhão pago para a pré-produção, as filmagens foram agendadas para começar em junho de 1996. Devido a desentendimentos financeiros entre Singer e Rudin, a data de início foi adiada e posteriormente cancelada. Singer e sua equipe de produção permaneceram juntos enquanto o produtor Don Murphy e sua parceira Jane Hamsher buscavam o refinanciamento. Mike Medavoy, ex-presidente da TriStar Pictures, resgatou a produção com o apoio financeiro de sua produtora Phoenix Pictures. A empresa forneceu aos cineastas US $ 14 milhões para a produção de Apt Pupil. As filmagens ocorreram em Altadena, Califórnia. Singer relatou como Todd Bowden se rebelou contra seu ambiente suburbano. O diretor usou o nome do time de futebol de seu colégio, os Pirates, e as cores verde e dourado do time no filme, dizendo: "Acabei de projetar minha própria infância no sul da Califórnia."

### Edição e composição
John Ottman atuou como editor de cinema e compositor musical para Apt Pupil. Quando ele editou o filme, ele achou um desafio criar a trilha sonora adequada. Ottman relembrou: "Normalmente, um editor pontua cenas com música temporária de CDs e assim por diante, e nada do que eu encontrei funcionou para este filme." O compositor buscou uma mistura entre as trilhas sonoras do filme de ficção científica Uma Odisseia no Espaço (1968) e a comédia militar 1941 - Uma guerra muito louca (1979) para criar um "pastiche de outro mundo". Ottman disse sobre sua abordagem:
Quando você joga um gato no forno, é fácil ter alguém na orquestra batendo com o martelo em uma bigorna, assustando todo mundo. O difícil é manipular a história e acentuar os personagens. No começo, quando Todd está estabelecendo as regras, você ouve uma certa ideia temática repetitiva. Você ouve a mesma música quando Dussander está virando a mesa em Todd, o que faz você se lembrar da primeira cena... Você espera que as pessoas estejam subliminarmente fazendo a conexão de que a mesa está virando e voltando.

Outra cena em que Ottman mesclou suas funções de edição e composição foi quando Dussander acordou no hospital com o programa de televisão The Jeffersons tocando ao fundo. Ottman explicou sua intenção para a cena: "Usei The Jeffersons como uma coisa inócua - indo entre ele e a televisão - de modo que quando ele abrir os olhos, assuste você ... Eu adicionei este pizz ensurdecedor de Bartok , que é quando todos os violinos tocam suas cordas muito alto e eles criam esse som nodoso e perturbador. " Ottman gravou a trilha do filme com a Seattle Symphony.

## Análise crítica

### Obsessão pelo nazismo e o Holocausto
Em Os Filmes de Stephen King, Dennis Mahoney escreve que a obsessão com o nazismo e o Holocausto que se desenrola em Apt Pupil é o resultado do vínculo paternal entre o criminoso de guerra nazista Kurt Dussander e o estudante do ensino médio Todd Bowden. Esses laços são temas comuns nas obras de Stephen King: "A representação do mal por King na maioria das vezes parece exigir um vínculo ativo e ilícito entre um homem (muitas vezes no papel de um pai ou substituto do pai) e um indivíduo mais jovem, anteriormente inocente (muitas vezes em o papel de uma progênie biológica ou substituta) que é iniciada no pecado". No filme, o ano de 1984 destaca, além das conotações orwellianas, o período da história americana em que o Holocausto é tratado em um curso de uma semana, com pouco tempo "para ser temperado com questionamentos sobre as motivações por trás dele". A obsessão de Bowden com o Holocausto é um dispositivo chave da trama "em que o passado tem esse controle inquebrável sobre o presente". A sequência de abertura do filme mostra como Bowden trata essa história como um simulacro no qual a história se torna sua, como evidenciado pela sua breve sobreposição com os nazistas que ele está estudando. Embora a história ganhe vida para Bowden, ele a percebe através dos perpetradores (ou seja, Dussander) e não através das vítimas, caracterizando Bowden como "apto" no sentido de "uma tendência natural para... comportamento indesejável".
Mahoney diz que a linguagem serve como "um veículo para a corrupção", enquanto Dussander conta a Bowden histórias horríveis de seu serviço no campo da morte fictício de Patin. Bowden, ao ouvir as histórias, torna-se "uma extensão vampírica do mal" que Dussander exibe. O compartilhamento de histórias leva Dussander e Bowden a ter pesadelos, e para Bowden, os pesadelos são "um passado que está se tornando cada vez mais presente". Um dos principais motivos do filme é que "foi aberta uma porta que não podia ser fechada", referindo-se à confissão de Dussander sobre seguir ordens e ser incapaz de se conter. O motivo também é transmitido na cena em que Bowden força Dussander a vestir um uniforme Schutzstaffel e marchar aos comandos de Bowden. Dussander continua marchando apesar da insistência de Bowden para parar, emulando a premissa do poema de Goethe, O Aprendiz de Feiticeiro, no qual o aprendiz inexperiente usa magia para encantar vassouras e não tem habilidade para detê-las. A cena é "a virada figurativa e literal do filme".

### Sadomasoquismo, homoerotismo e homofobia
Mahoney diz que sadomasoquismo, homoerotismo e homofobia são destaques na versão de Bryan Singer da novela de Stephen King. Em Frames of Evil: The Holocaust as Horror in American Film, Caroline Picart e David Frank escrevem que a face do mal é representada no filme como nazismo, frequentemente rotulado como "encialmente inato [e] sobrenaturalmente astuto", mas também "em um forma mais escondida, marcando perigosamente... as fronteiras entre homoerotismo e homossexualidade". A monstruosidade nazista em Apt Pupil é estruturada através da "anormalidade" sexual, onde uma série de dicotomias binárias são introduzidas: "normal versus monstruoso, heterossexual versus homossexual, e saudável versus doente". Uma dicotomia adicional, vitimizador (masculinizado) versus vítima (feminilizado), reflete as "tensões ocultas" do filme em que os papéis de poder de Bowden e Dussander são reversíveis. Enquanto o "conjunto de perversões" que se desdobra na novela é misógino, o filme expõe o conjunto como "ambivalentemente homoerótico e homofóbico". O filme remove a misoginia da novela e deixa intacto o homoerotismo subjacente das personagens centrais. O filme também expõe a conexão entre a homofobia e como as vítimas do Holocausto são retratadas.
As personagens centrais Todd Bowden e Kurt Dussander estão em cena na maior parte do tempo e frequentemente são enquadrados nas proximidades, o que Picart e Frank descrevem como "[intensificando] uma intimidade homoerótica [que é] pontuada pelo medo do contato com o monstruoso". O homoerotismo no Apt Pupil é ainda demonstrado pelo foco no corpo de Todd. Na cena de abertura em que Bowden está em seu quarto durante uma noite tempestuosa, "a câmera sempre invasiva e a iluminação fetichizam o corpo jovem de Todd", semelhante ao fetichismo do corpo feminino em filmes como Psicose (1960). Essa representação cria um dualismo no qual "ele agora é simultaneamente perigoso e está em perigo" em seus laços homofóbicos e homoeróticos com o nazismo.
Quando Bowden dá a Dussander um uniforme da SS para vestir e marchar sob as ordens de Bowden, as exigências do aluno são mais intensificadas no filme como "mais dominantes e voyeurísticas", de acordo com Picart e Frank. Bowden disse a Dussander: "Tentei fazer isso do jeito amigável, mas você não quer. Tudo bem, faremos da maneira mais difícil. Você vai colocar isso, porque quero ver você nele. Agora, mover!" O estilo de edição da cena da marcha nazista justapõe Dussander marchando de uniforme e Bowden reagindo à marcha. As cenas da reação de Bowden são de um ângulo baixo, o que reflete "a diferença sexual entre os personagens"; Bowden é masculinizado como "o portador do olhar [sexual]" e Dussander é feminilizado como "o objeto do olhar". O corte entre Bowden e Dussander "corrobora um arranjo homoerótico de imagens" que visualiza o homoerotismo latente da cena da novela. Quando Dussander acelera sua marcha e Bowden lhe diz para parar, o tiro acelerado retrocede "radicalmente [rompe] a estrutura do poder", onde Bowden perde "o controle de seu poder sádico sobre Dussander".

## Diferenças entre novela e filme
Na novela de Stephen King, Apt Pupil começa em 1974, quando Todd Bowden está no ginásio, e termina com ele se formando no colégio. No filme de Bryan Singer, a história se passa totalmente em 1984, quando Todd Bowden está no último ano do ensino médio. Na novela, levam três anos para o fim da história, que se inicia quando Todd Bowden descobriu o criminoso de guerra nazista Kurt Dussander assassinando de forma independente um grande número de vagabundos e transientes, enquanto no filme, os assassinatos são condensados na tentativa de Dussander de matar o vagabundo Archie. Singer procurou reduzir a violência da novela, não querendo que parecesse "exploradora ou repetitiva". Ao contrário da novela, a animosidade contra os judeus não foi explicitamente exibida pelas personagens do filme. A sequência de sonho da novela em que Bowden estupra uma virgem judia de dezesseis anos como um experimento de laboratório sob a orientação de Dussander foi substituída pela sequência de sonho do filme em que Bowden vê três cenas de câmara de gás de chuveiro se desenrolando. Reduzido no filme foi o encontro de Todd com a colegial Betty (chamada Becky no filme). Na novela, ele sonha com Betty como uma prisioneira de um campo de concentração que ele pode estuprar e torturar. No filme, ele tem um breve encontro com Becky, onde se vê incapaz de atuar sexualmente.
Na novela, o conselheiro escolar de Bowden, Edward French, confronta o aluno com suspeitas de que Dussander não é realmente o avô de Bowden, e Bowden assassina franceses a sangue frio. Bowden então embarca em um tiroteio em uma árvore com vista para uma rodovia, que resulta em sua morte cinco horas depois. Singer se sentiu incapaz de realizar o final de King: "Eu disse a [King] que o final que ele escreveu era muito bonito. Eu nunca poderia fazer igual; eu o teria destruído." No filme, Bowden intimida French, que suspeita que Dussander esteja mentindo sobre sua relação com o aluno, ameaçando destruí-lo com "boatos e insinuações". Stanley Wiater, autor de The Complete Stephen King Universe, escreveu: "Conforme retratado na tela, Todd é muito mais conscientemente mal, à sua maneira, do que no livro. Essa mudança, embora torne o final menos brutal, talvez, alcance o impossível: também torna o final ainda mais sinistro."

## Recepção critica
Bryan Singer fez uma prévia do Apt Pupil no Centro do Holocausto de L.A. do Museum of Tolerance para avaliar o feedback de rabinos e outros sobre a referência ao Holocausto. Com uma resposta positiva, o diretor prosseguiu com o lançamento do filme. Apt Pupil foi originalmente programado para ser lançado em fevereiro de 1998, mas o distribuidor do filme mudou a data de lançamento para o outono, sentindo que ele se encaixava melhor "ao lado de outros filmes mais sérios". Ele estreou no Festival Internacional de Cinema de Veneza em setembro de 1998. Em seguida, foi lançado comercialmente em 23 de outubro de 1998 em 1.448 cinemas nos Estados Unidos e Canadá, arrecadando $ 3,6 milhões em seu fim de semana de estreia e ficando em nono lugar nas bilheterias do fim de semana. O filme totalizou $ 8,9 milhões nos Estados Unidos e Canadá durante sua exibição nos cinemas dos dois países. Apt Pupil foi considerado uma decepção crítica e comercial. O filme teve menos sucesso do que o filme anterior de Singer, The Usual Suspects, com os críticos descrevendo-o como "um filme um tanto perturbador que funciona como um thriller de suspense, mas não é completamente satisfatório".
Roger Ebert, resenhando para o Chicago Sun-Times, escreveu que o filme foi bem feito por Bryan Singer e bem atuado, especialmente por Ian McKellen, mas que "o filme se revela indigno de seu assunto". O crítico sentiu que o material ofensivo carecia de uma "mensagem social" ou um "propósito abrangente" e considerou as cenas posteriores do filme "exploradoras". Janet Maslin, do The New York Times, elogiou a direção de Bryan Singer, a cinematografia "belamente filmada" de Newton Thomas Sigel e o trabalho "incrivelmente editado" de John Ottman. Maslin escreveu sobre as performances de McKellen e Renfro: "Ambos os atores desempenham seus papéis de maneira tão complicada que as tensões aumentam até que o horror se torne inimaginavelmente gótico." No entanto, o crítico sentiu que conforme o filme se aproxima do fim, "a inteligência da história vai visivelmente diminuindo".
Kathleen Murphy do Film Comment chamou as atuações de McKellen e Renfro de "arrepiantes", mas sentiu que isso não completou o filme. Murphy escreveu: "[A atuação] faz você desejar que o Apt Pupil tivesse a arte e a coragem de realmente olhar para o abismo terrível do mal." O crítico percebeu que Apt Pupil parecia um filme de terror convencional, que tinha os toques "caracteristicamente desagradáveis" de Stephen King e que a direção "inepta" de Singer "banalizava os personagens e o assunto". Lisa Schwarzbaum, da Entertainment Weekly, viu Apt Pupil não como um "thriller nazista caçado" nem um "thriller completo de Stephen King", mas como uma "parábola aluno-professor" que soa como "perturbadora". Schwarzbaum sentiu que Singer contou "uma história com séria ressonância moral", embora fosse necessária paciência para superar os "toques cinematográficos mais barrocos" de Singer de "sulcos visuais... e truques auditivos" no filme, citando como exemplos Dussander assistindo Mr. Magoo na televisão ou a peça musical Liebestod sendo tocada durante uma cena sangrenta.
Jay Carr, do The Boston Globe, chamou o Apt Pupil de "mais atraente por sua dimensão moral", apreciando o "dueto entre o Fausto tardio de Renfro e o Mefistófeles redespertado de McKellen". Embora Carr tenha achado a estrutura do filme realista, ele notou a mudança de ritmo, "Talvez sentindo um afrouxamento da narrativa e uma claustrofobia sufocante... em algo muito mais comum e mundano." O crítico concluiu: "Ele mantém uma integridade sombria por não fingir chegar ao remorso. Nunca há qualquer discussão." Michael Wilmington do Chicago Tribune descreveu o Apt Pupil como "um bom choque que perde o horror final", pontuando que a fraqueza do filme é o vínculo "artificial" entre Dussander e Bowden. Wilmington chamou o enredo de "excessivamente astuto", perguntando: "Como Todd pode não apenas encontrar convenientemente um criminoso de guerra nazista em sua cidade natal, mas também coagi-lo e controlá-lo instantaneamente?"

## Premiações
Renfro ganhou o prêmio de Melhor Ator no Festival Internacional de Cinema de Tóquio por sua atuação no filme. Ian McKellen ganhou o Critics 'Choice Award de Melhor Ator e o Florida Film Critics Circle Award de Melhor Ator por sua atuação em Apt Pupil e Deuses e Monstros. A Academy of Science Fiction, Fantasy & Horror Films concedeu o Saturn Award de Melhor Ator Coadjuvante a McKellen por sua atuação e premiou o filme com o Saturn Award de Melhor Filme de Terror de 1998.

## Processos judiciais
Para Apt Pupil, Bryan Singer filmou uma cena de banho na qual Todd Bowden, saturado de histórias horríveis de Kurt Dussander, imagina seus colegas tomando banho de chuveiro como prisioneiros judeus em câmaras de gás. A cena foi filmada na Eliot Middle School em Altadena, Califórnia, em 2 de abril de 1997, e duas semanas depois, um figurante de 14 anos entrou com um processo alegando que Singer forçou ele e outros figurantes a ficarem nus para a cena. Dois meninos, de 16 e 17 anos, mais tarde apoiaram a afirmação do jovem de 14 anos. Os meninos alegaram trauma com a experiência, buscando acusações contra os cineastas, incluindo imposição de sofrimento emocional, negligência e invasão de privacidade. Alegações foram feitas de que os meninos foram filmados para gratificação sexual. Os programas de notícias locais e os programas de tablóides nacionais geraram polêmica. Uma força-tarefa de crimes sexuais que incluía funcionários locais, estaduais e federais investigou o incidente. O gabinete do procurador distrital de Los Angeles determinou que não havia motivo para abrir acusações criminais, declarando: "Os suspeitos tinham a intenção de concluir um filme profissional o mais rápido e eficiente possível. Não há indicação de intenção sexual obscena ou anormal." A cena foi filmada novamente com atores adultos para que o filme pudesse terminar no prazo. O Hollywood Reporter escreveu em 2020, "Singer foi um dos vários réus nomeados nos processos, que supostamente foram resolvidos por uma quantia não revelada, com os queixosos vinculados por acordos de confidencialidade."